# Syacium papillosum
Syacium papillosum är en fiskart som först beskrevs av Carl von Linné 1758.  Syacium papillosum ingår i släktet Syacium och familjen Paralichthyidae. Inga underarter finns listade i Catalogue of Life.